# Ca l'Esquerrer
Ca l'Esquerrer és una masia de l'Hospitalet de Llobregat (Barcelonès) protegida com a bé cultural d'interès local.

## Descripció
Es tracta d'una masia amb teulada a tres vessants, dues plantes i golfes. La porta principal té un arc de mig punt rebaixat adovellat, i una finestra a banda i banda. Al primer pis hi ha tres balcons amb molt poc voladís i les obertures tenen una llinda d'un sol bloc de pedra. a les golfes hi ha una finestra d'arc rebaixat, feta amb maó, al centre i una finestra quadrangular a banda i banda. Sobre el balcó central hi ha un escut i la data "1572". Sobre la porta es llegeix la data de reforma de l'edifici: "1796".
En una façana lateral hi ha una finestra de pedra amb dos arquets conopials molt treballats i quatre caps humans.
El nivell del terra de la masia se situa per sota del de l'exterior perquè les successives inundacions del riu l'han fet pujar.

## Història
Ca l'Esquerrer va ser edificat el 1572 i es va reformar el 1796. Els Esquerrer eren una de les famílies que tenien el poder del Consell local, a la dècada de 1570-79.
Segons el fogatge de 1553 -el més proper-, l'Hospitalet tenia unes 450 ànimes, un terç a les masies i la resta al nucli urbà.
Pere Esquerrer era jurat quan el 1577 es va construir l'església i també el 1579 quan es va instituir el trentè. També hi havia un Esquerrer quan es va emprendre, el 1620, la construcció d'un nou i més fort terraplè per defensar la Marina de les inundacions de la ciutat, fins a la seva extinció com a família ben entrat el segle xvii.